# 郭瓦加毛吉
郭瓦加毛吉（1963年—），藏族，中华人民共和国政治人物、第十一届全国政协委员。
加入中国共产党，担任成都军区政治部战旗文工团副团长。2008年，当选第十一届全国政协委员，代表文化艺术界，分入第二十七组。